# Prothoe regalis
Prothoe regalis är en fjärilsart som beskrevs av Butler 1885. Prothoe regalis ingår i släktet Prothoe och familjen praktfjärilar. Inga underarter finns listade i Catalogue of Life.